# Дезин, Пётр Петрович
Пётр Петрович фон Де́зин (? — 1841) — генерал-майор российского флота (1840).
Сын капитана 2-го ранга Петра Вилимовича фон Дезина.

## Биография
Поступил в Морской корпус кадетом 30 июня 1802 года. 20 мая 1803 года произведен в гардемарины. В 1803—1805 годах участвовал в учебных плаваниях в Балтийском море. Окончил Морской корпус в чине мичмана 27 декабря 1805 года. Офицер Балтийского флота. 1806 и 1807 годах на фрегате «Феодосий Тотемский» перешёл из Кронштадта в Архангельск и обратно.
В 1808 г. на шлюпе «Соломбал» плавал в Финском заливе. В 1809 г. на том же шлюпе был в кампании при занятии брандвахтенного поста на свеаборгском рейде. В 1810 и 1811 годах в составе отряда гребной флотилии плавал у Свеаборга.
1 февраля 1811 г. произведен в лейтенанты, с назначением адъютантом к вице-адмиралу Саблину.  В 1813 году на шлюпе «Лизета» перешёл из Свеаборга, чрез Ригу, к Данцигу, в составе гребной флотилии, и участвовал в троекратном сражении под Вейксельмюнде, за что был награждён орденом Святого Владимира 4-го класса с бантом. Отряд зимовал в Кенигсберге. В 1814 г. с тем же отрядом перешёл из Кенигсберга в Свеаборг. В 1815 г. командовал брандвахтенным судном «Аргус» при Або. В 1817 и 1818 годах на бриге «Феникс» и шхуне «Стрела» плавал в Балтийском море и Финском заливе. 7 августа 1818 года назначен адъютантом к контр-адмиралу графу Гейдену. В 1819 г. находился при свеаборгском порте. Награждён бриллиантовым перстнем. В 1820 году на брандвахтенном бриге «Молния» был в кампании на свеаборгском рейде. 10 мая 1821 года назначен помощником капитана над свеаборгским портом. 22 февраля 1822 года произведен в капитан-лейтенанты. В 1826 году назначен помощником директора маяков Балтийского флота. 9 января 1830 года произведен в подполковники корпуса флотских штурманов, со старшинством с 6 декабря 1829 г., и с оставлением при той же должности. 3 декабря 1834 года пожалован орденом Святого Георгия IV класса за выслугу лет.
6 декабря 1835 года произведен в полковники корпуса флотских штурманов. 16 апреля 1838 года назначен исправляющим должность директора маяков. 6 декабря 1840 г. произведен в генерал-майоры флота, с утверждением в должности.
Умер 30 сентября 1841 года .